# 水分
水分（すいぶん）は、物質や混合物中の構成成分として含まれている水を指す。また、その全体中の構成割合である水分率（すいぶんりつ）の略として用いられる。
空気中の水分のことは湿気、湿り気、大気中の水分の割合を湿度などとも言う。多くは、重量比(w/w%)で表すが、土壌中やコンクリート中の水などの割合をいう場合、体積比(v/v%)で表す場合もある。
本項では分析化学の手法として用いられる水分測定法についても述べる。

## 食品における水分
食品、医薬品、化粧品などの分野における水分とは文字通り、物質中の構成成分としての水の含有量を質量比で表した物で、自由水と結合水が存在する。
自由水は温度、湿度など外的条件で比較的簡単に移動が起こりうる水分で、微生物の繁殖に資する水分であり、単に「水分」と表現する場合、こちらを指す場合が多い。
他方、結合水はタンパク質、糖質などと結合した水分で、微生物が繁殖に用いることができない。
この性質を利して、古典的な保存食品の製造においては、食品中の自由水量を減少させることで微生物の繁殖を抑制し、保存性の向上させることを目的とする加工が多い。

## 測定法
食品、医薬品分析の分野に於いては自由水と結合水双方の性質の相違により、水分の測定法として常圧乾燥法、減圧乾燥法、カールフィッシャー法などの分析法が用いられ、各分野の成書（『食品衛生検査指針』『日本薬局方』等）に検査法が規定されている。
常圧乾燥法
試料をあらかじめ加熱して恒量となった容器にいれ、通常の気圧下で水分の沸点である100℃付近（対象物により加熱温度は異なる）で恒量になるまで加熱し、加熱前と後での重量差から水分を求める。
水分測定としては最も簡単で複雑な設備、操作が不要なことから広く用いられるが、結合水は測定できず、加熱により水以外の成分が分解、揮発してしまう試料の測定には適さない。

減圧乾燥法
試料をあらかじめ加熱して恒量となった容器にいれ、真空ポンプで恒温槽内部を減圧しつつ恒量になるまで加熱し、加熱前と後での重量差から水分を求める。
減圧により水分の沸点が下がるため、常圧乾燥法よりも低い加熱温度で水分を蒸発させることが出来、常圧乾燥で成分が分解するような試料も測定が行えるが、専用の設備が必要となる。また、結合水は測定できない。

カール・フィッシャー滴定法
カール・フィッシャー滴定の原理を利用し、水分を溶媒に吸収させ電位差の変化により水分を測定する。詳細はカール・フィッシャー滴定を参照。